# Jacksonia grevilleoides
Jacksonia grevilleoides är en ärtväxtart som beskrevs av Porphir Kiril Nicolai Stepanowitsch Turczaninow. Jacksonia grevilleoides ingår i släktet Jacksonia och familjen ärtväxter. Inga underarter finns listade i Catalogue of Life.